# 氢氧化钙
氫氧化钙，化學式Ca(OH)2，俗稱熟石灰或消石灰，是一種微溶於水的白色固體，其水溶液常稱為石灰水（量大時，形成饱和氢氧化钙溶液和氢氧化钙固体的混合物，可称为石灰乳或石灰漿），強鹼性。在空氣中吸收二氧化碳和水等而變質，通常稱其具有吸水性。一般用於建築或酸性土地的改良。

## 常见反应
生石灰（氧化钙）与水反应生成氢氧化钙，化学方程式为：
{\displaystyle {\ce {CaO + H2O -> Ca(OH)2}}}
當加熱到512℃，水與氫氧化鈣的分壓達到101千帕（常壓），氫氧化鈣分解為氧化鈣和水，化學方程式為：
{\displaystyle {\ce {Ca(OH)2 -> CaO + H2O}}}
氢氧化钙会与二氧化碳反应生成碳酸钙与水，化学方程式为：
{\displaystyle {\ce {Ca(OH)2 + CO2 ->CaCO3 v + H2O}}}
该反应常用于检验二氧化碳，陽性結果為氫氧化鈣溶液變成乳白色。
若该反应中二氧化碳过量，则会继续反应，生成碳酸氢钙溶液，液体也就变得澄清：
{\displaystyle {\ce {CaCO3 + CO2 + H2O -> Ca(HCO3)2}}}
氢氧化钙会与碳酸钠或碳酸氢钠反应生成氢氧化钠和碳酸钙，化学方程式：
{\displaystyle {\ce {Ca(OH)2 + Na2CO3 -> CaCO3 v + 2NaOH}}}
{\displaystyle {\ce {2NaHCO3 + Ca(OH)2 -> CaCO3 v + Na2CO3 + 2H2O}}}（{\displaystyle {\ce {NaHCO}}}过量）
{\displaystyle {\ce {NaHCO3 + Ca(OH)2 ->CaCO3 v + NaOH + H2O}}}（{\displaystyle {\ce {Ca(OH)}}}过量）
该反应在工业上用于制取氢氧化钠。

## 制备方法
由氧化钙和水消化而得。 
{\displaystyle {\ce {CaO + H2O -> Ca(OH)2}}}
将石灰石在煅烧成生石灰（氧化钙）后与水消化，生成氢氧化钙。料液经净化分离除渣，即为氢氧化钙成品。

## 對人体健康的影响
人體過量服食和吸收氫氧化鈣會導致有危險的症狀，例如呼吸困難、內出血、低血壓、肌肉癱瘓、阻礙肌球蛋白和肌動蛋白系統，以及增加血液的pH值，使內臟受損等。

## 常见用途

### 农业
- 降低土壤酸度
- 改良土壤结构
- 制成的波尔多液用于果树和蔬菜来消灭病虫害

### 生活
- 石灰沙浆可用于砌砖抹墙（粉末为墙灰）

### 食品
- 作为槟榔卤水之主要原料。

### 工业
- 在制糖工业中用来中和糖浆中的酸，从而减少糖過度的酸味
- 中和酸性廢料

### 饮用水
在濾水過程中，原水（即未經處理的水）會先被混入化學品（如明礬和熟石灰），進行攪拌，然後流入澄清池凝聚和沉澱，再流進快速重力濾水池，利用砂及無煙煤進行過濾。過濾後的水會在接觸池內加入氯氣和熟石灰，進行消毒及調節酸鹼度；再經其余一连串處理後的食水會直接輸送到接駁至用戶的供水系統，或儲存於配水庫，供應市民飲用。

### 药用效果
氢氧化钙在牙科领域使用广泛，主要应用于下面三个方面： 
第一，活髓切断术，活髓切断术的目的是切除有病变的冠部牙髓，保存安康的根部牙髓及牙髓的生机，维持了乳牙牙根的正常吸收和零落，促进年轻恒牙牙根的进一步发育和根尖孔的封锁。 
第二，根尖诱导成形术，当年轻恒牙的牙根尚处于发育阶段的时分，由于某种缘由，如龋齿、畸形、外伤等，使牙髓坏死，牙根中止发育，致使根尖呈开放状态。关于此类患牙的治疗，曾使口腔科医生感到十分棘手，由于根管腔大，用常规扩挫根管的办法，要到达彻底的清创是十分艰难的，若要使根管紧密充填简直是不可能的。 
二十世纪六十年代以来，国外在这方面作了大量的研讨工作，改动了过去单纯机械充填的办法，而是促使根尖继续发育到达封锁根尖的新途径，取得了显著的效果。即先用药物促使根尖发育完成，使之封锁，然后再作根管充填。这就是所谓的根尖诱导成形术。目前比拟公认的效果较好的药物是含氢氧化钙的制剂。 
第三，盖髓术，是用以氢氧化钙制剂为主的药物直接或间接掩盖暴露的牙髓，以帮助牙髓愈合和促进修复性牙本质再生的治疗，通常适用于安康的新颖暴露牙髓。 
目前氢氧化钙制剂在临床上的效果已被公认。